# Ayu (vis)
De ayu (Plecoglossus altivelis) is een spieringachtige vis uit de familie Plecoglossidae (ayu’s).

## Kenmerken
Het zijdelings samengedrukte lichaam van deze zilverkleurige vis heeft een hoog op de rug geplaatste rugvin en een gevorkte staartvin, die allen een oranje zweem hebben, alsook de kop, de buik- en aarsvin. De lichaamslengte bedraagt maximaal 70 cm.

## Voeding
Het voedsel van deze herbivore riviervis bestaat uit algen. Voor de vertering beschikken ze over een zeer lange darm. Ze hebben de mogelijkheid om van zoet naar zout water te wisselen dankzij hun daarvoor aangepaste nieren.

## Verspreiding en leefgebied
Deze soort komt voor in het noordwesten van de Grote Oceaan en Oost-Azië.